# Менеджер продукту
Ме́неджер з проду́кту (англ. product manager) — особа, відповідальна за планування у розрізі продуктів, а також наступне виконання активностей, запланованих протягом життєвого циклу продукту, включаючи збір та пріоритезацію вимог до продукту та споживачів, визначення концепції продукту та тісну співпрацю з інженерами, продажем, маркетингом та підтримкою з метою досягнення цілей щодо задоволення потреб споживачів та отримання доходу. Робота менеджера з продукту також включає забезпечення відповідності продукту загальній стратегії та цілям компанії.

## Загальноприйнята назва
На українському ринку праці професія менеджера з продукту відома під назвою «продакт-менеджер».

## Офіційна назва
На відміну від професії менеджера проєкту (англ. Project manager), професія менеджера з продукту не отримала закріплення в Національному класифікаторі України Класифікатор професій ДК 003:2005. Наприклад, менеджер проєкту, залежно від кваліфікаційних вимог відповідно до класифікатора, отримав назви:
- «Керівник проєктів та програм у сфері матеріального (нематеріального) виробництва» за кодом 1238.
- «Професіонали з управління проєктами та програмами» за кодом 2447.2.

Щодо менеджера з продукту, то найбільш близькою за змістом назвою є «Фахівець з методів розширення ринку збуту (маркетолог)» за кодом 2419.2 та частково «Фахівець-аналітик з дослідження товарного ринку» за таким самим кодом 2419.2 .
З відображенням у Довіднику кваліфікаційних характеристик працівників (ДКХП) ситуація склалася діаметрально протилежна. Станом на 2009 р. професія менеджера проєкту не була відображена, а огляд професій «назв-сабститутів» менеджера з продукту був наданий у Випуску 65 «Торгівля та громадське харчування» ДКХП.

## Характеристики відповідно до Випуску 65 ДКХП[2]

### Завдання та обов'язки
Аналізує та оцінює ефективність діючих структур збутових каналів. Проводить сегментування ринку за групами споживачів, параметрами продукції, основними конкурентами. Здійснює дослідження та оцінку потреб споживачів, складає короткострокові і довгострокові прогнози потреб і переваг споживачів. Розробляє заходи щодо активізації попиту та стимулювання збуту, визначає бюджет на просування товарів на ринок. Інформує про майбутні споживацькі потреби та переваги щодо іміджу нових товарів.
Планує та реалізує заходи з впровадження нових видів послуг та сервісного обслуговування відповідно до потреб споживачів та стимулювання продажу товарів. Обґрунтовує напрямки асортиментної політики підприємства з урахуванням особливостей різних сегментів ринку. Розробляє рекомендації щодо підвищення рівня конкурентоспроможності наявних товарів. Установлює господарські зв'язки з партнерами по комерційній діяльності, підготовляє та укладає угоди на виробництво та постачання товарів.
Обґрунтовує ефективні напрями організації оптової закупівлі та оптового продажу товарів в умовах конкуренції. Вибирає методи формування каналів збуту та умов реалізації, стимулювання збуту, контролю за збутом товарів і наданням послуг. Оцінює ефективність комерційних угод за конкретними діючими договорами і контрактами. Формує інформаційно-аналітичну базу даних, пропонує альтернативні варіанти управлінських рішень з проблем розширення ринків збуту.

### Повинен знати
Чинне законодавство України, що регламентує підприємницьку діяльність; нормативно-правові акти та документи з державного регулювання функціонування підприємств торгівлі та організації продажу продовольчих та непродовольчих товарів; правила застосування штрих-кодів та сучасних комп'ютерних технологій у системі збуту; порядок проведення оптово-промислових ярмарків; кон'юнктуру товарного ринку та фактори, які впливають на її формування; джерела інформації про торговельну кон'юнктуру, закономірності та тенденції формування потреб населення; методи прогнозування попиту на окремі групи товарів; принципи та методи кількісного вимірювання показників оцінки задоволення потреб споживачів; основи зобов'язального та договірного права; державну та міжнародну системи класифікації товарів та послуг; категорії і види стандартів, іншу нормативно-технічну документацію щодо сертифікації товарів та послуг й торгівлі; методику та методи визначення ефективності маркетингової діяльності; міжнародні правила щодо тлумачення торгових термінів «Інкотермс»; основи товарознавства; методи економічного та статистичного аналізу; правила і норми охорони праці, протипожежного захисту, виробничої санітарії та особистої гігієни.

### Кваліфікаційні вимоги
Провідний фахівець з методів розширення ринку збуту: повна вища освіта (магістр, спеціаліст) за одним з напрямів підготовки «Економіка і підприємництво», «Торгівля», «Менеджмент»; для магістра або спеціаліста стаж роботи за професією фахівця з методів розширення ринку збуту I категорії не менше 2 років, кваліфікаційна атестація на виробництві з присвоєнням категорії «провідний фахівець-аналітик».
Фахівець з методів розширення ринку збуту I категорії: повна вища освіта (магістр, спеціаліст) за одним з напрямів підготовки «Економіка і підприємництво», «Торгівля», «Менеджмент»; для магістра — стаж роботи за професією фахівця з методів розширення ринку збуту II категорії не менше 1 року, для спеціаліста — не менше 2 років, кваліфікаційна атестація на виробництві з присвоєнням I категорії.
Фахівець з методів розширення ринку збуту II категорії: повна вища освіта (магістр, спеціаліст) за одним з напрямів підготовки «Економіка і підприємництво», «Торгівля», «Менеджмент»; для магістра — без вимог до стажу роботи, для спеціаліста — стаж роботи за професією фахівця з методів розширення ринку збуту не менше 1 року, кваліфікаційна атестація на виробництві з присвоєнням II категорії.
Фахівець з методів розширення ринку збуту: повна вища освіта (спеціаліст) за одним з напрямів підготовки «Економіка і підприємництво», «Торгівля», «Менеджмент»; без вимог до стажу роботи.
Менеджери з продуктів часто починають свою кар’єру як інженери або спеціалісти з інших функцій, а згодом переходять до управління продуктами. Однак все більше великих технологічних компаній наймають та навчають молодих випускників безпосередньо за допомогою таких програм, як програма Google Associate Manager або програма Rotational Product Manager Facebook.

## Завдання та обов'язки

#### Версія А)
1. Визначення продуктової стратегії та тактичного плану заходів (англ. roadmap), зазвичай на рік.
2. Розробку документів з дослідження ринків та продуктів (англ. Marketing reserach document - MRD, Product research document - PRD).
3. Перемовини з третіми сторонами з метою оцінки можливості договірних відносин та отримання ліцензій.
4. Управління дослідною експлуатацією нових продуктів та промислових зразків.
5. Бути експертом у відповідній галузі.
6. Виконувати роль лідера в компанії.

#### Версія Б)
1. Визначення продуктової стратегії та тактичного плану заходів (англ. roadmap), зазвичай на рік.

2. Розробку документів з дослідження ринків та продуктів (англ. Marketing reserach document - MRD, Product research document - PRD).

3. Перемовини з третіми сторонами з метою оцінки можливості договірних відносин та отримання ліцензій. 

4. Бути експертом у відповідній галузі. 

5. Розробляти базове позиціювання та адресування продукту. 

6. Презентувати демо продуктів споживачам. 

7. Відповідати за ціноутворення, з метою досягнення цілей щодо доходу та прибутковості. 

8. Розробляти щомісячний прогноз прибутку. 

9. Розробляти інструменти продажу та навчальні матеріали для продажу. 

10. Пропонувати загальний розмір бюджету для забезпечення успіху продукту. 

11. Надавати інформацію та навчати фахівців з продажу на квартальних зустрічах. 

12. Надавати інформацію пресі та аналітикам, виступати на прес-конференціях. 

13. Виконувати роль лідера в компанії. 

## Вимоги щодо досвіду та знань
1. Мінімум N років досвіду менеджером з продукту. 

2. Успіх у визначенні та запуску продуктів. 

3. N+ років досвіду роботи на ХХХ ринку. 

4. Бездоганні письмові та усні комунікаційні навички. 

5. Ступінь бакалавра (бажано MBA). 

6. Технічна освіта з практичним досвідом в ХХХ. 

7. Бездоганні навички роботи в команді. 

8. Підтверджена здатність впливу на кросс-функціональні команди без формальних повноважень. 

9. Можливість бути у відрядженні ХХ% часу. 

10. Приклади та принаймні один зразок розробленого у минулому документа. 